# Evippa onager
Evippa onager là một loài nhện trong họ Lycosidae.
Loài này thuộc chi Evippa. Evippa onager được Eugène Simon miêu tả năm 1895.